# فرودگاه کیلس-ماسلوو
 فرودگاه کیلس-ماسلوو (به انگلیسی: Kielce-Masłów Airport) (به زبان بومی: Port Lotniczy Kielce-Masłów) یک فرودگاه همگانی مسافربری است که یک باند فرود بتن دارد و طول باند آن ۱۱۱۵ متر است. این فرودگاه در شهر کیلتس کشور لهستان قرار دارد.